# José Fernando de Austria-Toscana
José Fernando Salvador María Francisco Leopoldo Antonio Alberto Juan Bautista Carlos Luis Roberto María Auxiliadora de Habsburgo-Lorena (en italiano: Giuseppe Ferdinando Salvattore Maria Francesco Leopoldo Alberto Giovanni Battista Carlo Luiggi Roberto Maria Auxiliadora d'Asburgo-Lorena; en alemán Josef Ferdinand Salvator Maria Franz Leopold Anton Albert Johann Baptist Karl Ludwig Rupert Maria Auxilatrix von Habsburg-Lothringen) (Salzburgo, 24 de mayo de 1872 - Viena, 28 de febrero de 1942) fue Gran Príncipe titular de Toscana (hasta 1921) y Archiduque de Austria. Para los realistas legitimistas fue José I de Toscana.

## Biografía
Hijo de Fernando IV y Alicia de Borbón-Parma, José nació en Salzburgo, donde se exilió su familia después de la anexión de Toscana en 1860. Con la muerte de su padre en 1908, José se convirtió en jefe de la casa real de Toscana (su hermano mayor, Leopoldo fue excluido de la sucesión).
El archiduque sirvió en el Ejército Imperial durante la Primera Guerra Mundial, donde comandó dos divisiones de infantería. Más tarde, con la llegada de Carlos I al trono austro-húngaro, José fue designado inspector general de la Aviación Imperial, cargo que ocupó hasta el final de la guerra.
Con el fin de la guerra también llegó a su fin la dominación de los Habsburgo en Austria. Sin los privilegios reservados a los archiduques, reducido a un simple ciudadano, José se fue a vivir en Viena. Se casó morganáticamente el 2 de mayo de 1921 con Rosa Kaltenbrunner y renunció a sus derechos dinásticos en favor de su hermano Pedro Fernando.
Después de la muerte de su esposa en 1928, José se volvió a casar con Gertrude von Tomanek Mondsee-Beyerfels. Tuvieron dos hijos:
- Claudia María Isabel de Habsburgo, Archiduquesa de Habsburgo (n. 6 de abril de 1930).[1]

- Maximiliano Francisco José Carlos Otón Enrique de Habsburgo, Archiduque de Habsburgo (n. 17 de marzo de 1932 en Viena). Casado en 1961 con Doris Williams (n. en 1929).[1] Padres de una hija:
  - María Camila de Habsburgo, Archiduquesa de Habsburgo (n. en 1962), Princesa de Florencia.

Durante la ocupación nazi de Austria, José fue detenido por la Gestapo y enviado al campo de concentración de Dachau, donde permaneció durante tres meses. Las condiciones inhumanas que fue sometido durante su detención minaron su salud de forma permanente. A pesar de su liberación, el ex archiduque sufrió una intensa vigilancia de la Gestapo hasta el día de su muerte en 1942.

## Títulos, órdenes, empleos y cargos

### Títulos
- Su Alteza Imperial y Real el príncipe Leopoldo Fernando de Austria, príncipe real de Hungría y Bohemia, etc.[2]

### Órdenes

#### Imperio austrohúngaro
- Caballero de la Orden del Toisón de Oro.[3]
- Caballero gran cruz de la Orden imperial de Leopoldo (con la decoración de guerra).[3]
- Caballero de primera clase (de guerra) de la Orden imperial de la Corona de Hierro.[3]

#### Casa real toscana
- Caballero de justicia de la Orden militar de San Esteban.[3]
- Caballero gran cruz de la Orden de San José.[3]

#### Extranjeras
- Caballero de la Orden del Águila Negra.[3] (

 Reino de Prusia)
- Gran comendador con estrellas y con espadas de la Orden de la Casa de Hohenzollern.
- Condecorado con la Cruz de Hierro de primera y segunda clase.[3] (

 Reino de Prusia)
- Caballero de la Orden de San Huberto.[3] ( Reino de Baviera)
- Caballero gran cruz de la Orden de San Fernando y el Mérito. ( Casa real de las Dos-Sicilias)
- Caballero de la Orden de la Corona de Ruda.[3] ( Reino de Sajonia)
- Caballero gran cruz de la Orden de Leopoldo.[3] ( Reino de Bélgica)

### Empleos
- Coronel general e inspector general de la Luftfahrtuppen del Ejército Imperial y Real.[3]
- Coronel propietario (Oberst-Inhaber) del Regimiento de infantería nº45 del Ejército Imperial y Real.[3]

### Cargos
- Miembro de la Cámara de los Señores (Herrenhaus) de Austria.[4]